# 近藤和葉
近藤和葉（こんどう かずは、1985年3月19日 - ）は、日本の元モデル・服飾デザイナー。 2006年、ミス・ワールド日本代表に選ばれる。

## 経歴
栃木県に生まれる。ミス・ワールド応募時のプロフィールでは東京都出身。
慶應義塾大学環境情報学部に入学し、在学中にモデル活動を始めた。
ミス・ワールド応募用の写真はヘリックス・クリエイティブ株式会社代表取締役の須田英之によって撮られた。
2006年4月13日、東京都港区の東京アメリカンクラブで行われたファイナル・セレクション（最終選考会）で、「2006ミス・ワールド・ジャパン」に選ばれる。
2006年9月3日、世界大会開催地のワルシャワで「ウェルカム・ディナー」に参加。銀色のドレスを着ていた。
2006年9月30日、文化科学宮殿で開催された決勝に出場。入賞ならず。
大学卒業後、服飾デザイナーに転身。ランジェリーブランド・Honey Hearts(ハニーハーツ）社長に就任。
2011年、友人の誕生パーティーのためシンガポールに行き、そこで将来の夫となる男性と出会う。
2013年6月7日、愛知県蒲郡市で大山真理枝(2009年、ミス・ユニバース・ジャパン ファイナリスト)とともに『”美”とは　ビューティーページェントから得たもの』と題した講演。
2015年4月、結婚。1子を儲ける。2017年現在、夫・子供と共にシンガポール在住。
趣味は執筆、読書、料理。